# Belgio ai Giochi della XXI Olimpiade
Il Belgio partecipò ai Giochi della XXI Olimpiade che si sono svolti a Montréal dal 17 luglio al 1º agosto 1976, con una delegazione di 101 atleti impegnati in 16 discipline per un totale di 80 competizioni. Come nelle tre edizioni precedenti, portabandiera alla cerimonia di apertura fu ancora una volta Gaston Roelants, alla sua quinta Olimpiade.
Il bottino della squadra fu di tre medaglie d'argento e altrettante di bronzo. A mettersi particolarmente in luce fu il mezzofondista Ivo Van Damme, giunto secondo sia sugli 800 che sui 1500 metri.

## Medaglie
| Medaglia | Nome                                                                 | Sport            | Evento              |
| -------- | -------------------------------------------------------------------- | ---------------- | ------------------- |
| Argento  | Ivo Van Damme                                                        | Atletica leggera | 800 metri           |
| Argento  | Ivo Van Damme                                                        | Atletica leggera | 1500 metri          |
| Argento  | Michel Vaarten                                                       | Ciclismo         | Chilometro da fermo |
| Bronzo   | Karel Lismont                                                        | Atletica leggera | Maratona            |
| Bronzo   | François Mathy                                                       | Equitazione      | Salto individuale   |
| Bronzo   | Eric Wouters François Mathy Edgar-Henri Cuepper Stanny van Paesschen | Equitazione      | Salto a squadre     |